# 未成線
未成線（みせいせん）とは、本来の意味においては鉄道路線において未だ完成していない路線のことを指す。ただし、鉄道愛好家などの間では、完成を目指して建設工事が行われていたものの途中で工事が打ち切られた路線を指して用いられることもある。廃線跡めぐりに類するものに未成線めぐりがある。

## 概要
狭義の意味で鉄道関係者と一部の趣味人の間でのみ使われた言葉であり、さほど知られていなかったが、1990年代に宮脇俊三『鉄道廃線跡を歩く』シリーズなどの書籍で誤用ながら使用されたことを受け、鉄道趣味人の間に認知されるようになった。
- 鉄道事業者が敷設許可を受けていながら完成させていない路線（本来の意味）
  - 免許線と特許線 - この段階では何も施行されていない
  - 工施線（工事施行認可線） - 工事の認可が下りた路線。用地買収や施行を始めた路線も含む
- かつて鉄道事業者が免許・特許を持っていながらも失効させ、かつ完成させていない路線
- 政府、地方自治体や鉄道事業者などが構想を立てながら、免許や特許を受けるに至っていない構想路線
  - 却下線 - 申請を却下された路線
  - 構想路線 - 書面の上で検討されただけの路線[2]
- 改正鉄道敷設法別表で定められ、国や国鉄によって建設されることが期待された予定線
  - 予定線 - 法律で定められた予定路線。後に追加されたものも含めて最終的に150線200区間に膨れあがる。
- 予定線の中で、日本鉄道建設公団の手で工事線として敷設されながらも実現しなかった公団線
  - 工事線 - 日本鉄道建設公団が工事をしている路線。後に日本国有鉄道清算事業団に継承された。勘違いされやすいが、これはあくまでも「公団線」であって国鉄や「国鉄線」とは無関係である。

1980年（昭和55年）に制定された日本国有鉄道経営再建促進特別措置法により全国各地で多くの工事が中止となったが、その後、第三セクター鉄道として開業したものもある。例えば、工事が長期間中止になっていた国鉄阿佐線（阿佐西線）を引き継いで建設を進め、2002年（平成14年）に開業した阿佐線（ごめん・なはり線）がその一例である。
このうち建設中に計画が中止された鉄道路線の場合、その建設地に買収済の用地や跨線橋・橋台などの遺構が残っていることがあり、中には根北線越川橋梁のように文化財指定を受けたものも存在する。また、道路に転用された場合でも鉄道路線独特の線形が保たれる場合が多く、廃線跡や廃墟と同様に、未成線跡を探訪する鉄道ファンも存在する。

## 未成線の例

### 構想段階
責任主体による机上計画が信頼できる情報源により確認されるが、具体的な事業の出願および認可（請願、陳情に留まるものを除く）や事業免許取得などが無く、構想のみに留まっているもの。

#### 日本国内
- 新幹線（基本計画線）
  - 北海道新幹線延伸（札幌市 - 旭川市）
  - 北海道南回り新幹線（長万部町 - 室蘭市 - 札幌市）
  - 羽越新幹線（富山市 - 青森市）：羽越本線高速化が実現に向けて検討中。
  - 奥羽新幹線（福島市 - 山形市 - 秋田市）：ミニ新幹線（山形新幹線、秋田新幹線）は整備されたが、奥羽新幹線自体は全線が基本計画線のままである。
  - 上越新幹線分岐線（新宿 - 大宮）：上越新幹線の起点は当初は新宿であったが、大宮（列車運用上は上野、次いで東京）に変更された。
  - 中央新幹線（名古屋市 - 大阪市）：東京都 - 名古屋市間は新幹線の基本計画路線であり、2011年5月には整備計画も決定された。
  - 北陸新幹線延伸（敦賀市 - 大阪市）：この区間は、1973年（昭和48年）11月13日に決定された整備計画で小浜市付近が主な経由地に加えられて以降、ルート選定の議論が進められている。
  - 北陸・中京新幹線（敦賀市 - 名古屋市）
  - 山陰新幹線（大阪市 - 下関市）
  - 中国横断新幹線（岡山市 - 松江市）
  - 四国新幹線（大阪市 - 大分市）
    - 紀淡トンネル（和歌山 - 洲本）
    - 豊予トンネル（大分 - 八幡浜）

  - 四国横断新幹線（岡山市 - 高知市・松山市）
  - 東九州新幹線（福岡市 - 大分市 - 宮崎市 - 鹿児島市）
  - 九州横断新幹線（大分市 - 熊本市）
- 広域
  - 東上鉄道延伸（渋川 - 越後湯沢 - 長岡）
  - 東海道物流新線構想 （東京 - 大阪）
- 北海道・東北
  - 石狩モノレール（札幌市 - 石狩市）
- 関東
  - 宇都宮ライトレール（JR宇都宮駅西側区間）
  - 土飯線（茨城県土浦市 - 埼玉県飯能市）
  - 埼玉高速鉄道線延伸（浦和美園 - 岩槻 - 蓮田）
  - 池袋・竹ノ塚新線（池袋 - 王子 - 竹ノ塚）
  - 東京直結鉄道（豊洲 - 住吉、押上 - 野田市、押上 - 松戸）：うち豊洲 - 住吉は白金高輪 - 品川とともに2022年に東京地下鉄が事業許可を取得、2024年着工。2030年代の開業を目指す。
  - 総武線・京葉線接続新線（京葉線 新浦安 - 総武線 船橋 - 津田沼）
  - 京葉線の中央線方面延伸（東京 - 新宿 - 三鷹）：交通政策審議会答申第198号も参照
  - 東京メトロ丸ノ内線の東八道路方面延伸（方南町 - 府中市付近）[3]
  - 西武新宿線東京メトロ東西線接続線（落合付近 - 沼袋付近）
  - 都営地下鉄浅草線東京駅接続線（東銀座 - 東京 - 日本橋）
  - 都心直結線（泉岳寺 - 東京 - 押上）
  - 都営地下鉄大江戸線延伸（光が丘 - 練馬区大泉学園町）
  - メトロセブン（赤羽 - 葛西臨海公園）
  - エイトライナー（羽田空港 - 赤羽）
  - 蒲蒲線（蒲田 - 京急蒲田 - 大鳥居）
  - 羽田・成田リニア新線構想（羽田空港 - 成田空港）
  - 核都市連絡環状高速鉄道（東京臨海部 - 羽田空港 - 横浜市・川崎市 - 厚木市付近 - 八王子市・立川市 - さいたま市 - 土浦市・筑波研究学園都市 - 成田空港 - 千葉市 - 幕張新都心 - 東京臨海部）
  - 多摩都市モノレール線延伸（上北台 - 箱根ヶ崎、多摩センター - 町田）
  - 小田急多摩線延伸（唐木田駅 - 横浜線 相模原駅 - 相模線 上溝駅）
  - 川崎縦貫高速鉄道（新百合ヶ丘 - 宮前平 - 武蔵小杉 - 川崎）
  - 川崎アプローチ線（川崎 - 浜川崎）
  - 横浜市営地下鉄グリーンライン（4号線）延伸（中山 - 元町・中華街、日吉 - 鶴見）
  - 相鉄いずみ野線延伸（湘南台 - 平塚）
  - 碓氷峠観光鉄道復活構想（峠の湯 - 軽井沢）「碓氷峠鉄道文化むら」も参照
- 中部
  - 富士山における鉄道構想（富士山麓 - 五合目）
  - 金沢市内地下鉄（金沢駅 - 武蔵ヶ辻 - 香林坊 - 片町 - 野町駅）
  - 市交東部線（名古屋市 笹島 - 岩崎）
  - 市交金山線（名古屋市 戸田 - 楠町）
  - 南部線（名古屋市内 桜本町 - 稲永）
  - 中濃新線（名鉄犬山線 - 関市・美濃市付近 - 長良川鉄道越美南線）[4]
- 近畿
  - びわこ京阪奈線（信楽 - 京田辺間）
  - 京都市LRT構想
  - 高雄鉄道
  - 阪急なにわ筋連絡線（十三 - 北梅田）：JR西日本と南海電鉄が運行を行うなにわ筋線については、2019年7月に国土交通省による鉄道事業が許可された[5]。
  - 阪急新大阪連絡線（新大阪 - 十三。ほかに淡路 - 新大阪と新大阪 - 神崎川の事業免許が取得されていたが中止）
  - JR福知山線分岐線構想（伊丹駅 - 大阪国際空港）
  - 関空リニア構想（新大阪 - 関西国際空港）
  - 北港テクノポート線（コスモスクエア - 新桜島。このうちコスモスクエア - 夢洲間は事業再開）
  - 敷津長吉線（住之江公園 - 喜連瓜破）
  - 西神・東播磨線（西神中央 - 東播磨方面）
  - 西明石・西神線（西明石 - 西神中央）
  - 本四紀淡ルート（和歌山市 - 洲本市 - 鳴門市）
- 中国・四国・九州
  - 関門海峡ロープウェイ（福岡県 和布刈 - 山口県 火の山）
  - 福岡市地下鉄空港線 JR九州福北ゆたか線乗り入れ構想（福岡空港駅 - 原町駅または長者原駅）
  - 福岡市地下鉄環状線（空港線・箱崎線・七隈線）
  - 高千穂あまてらす鉄道（高千穂鉄橋 - 日之影温泉、他）：高千穂鉄道の復活構想。なお高千穂駅 - 高千穂鉄橋 約5.1kmは、観光向け保存鉄道として運行中。
  - 南大東村シュガートレイン復活構想（港 - 南大東村役場）：大東糖業南大東事業所の砂糖運搬専用軌道の復活構想。
  - 沖縄鉄軌道（那覇 - 名護）

#### 国際線・日本国外
- ジブラルタルトンネル（タンジェ - ジブラルタル）
- ユーラシア横断鉄道計画
  - セリヒノ-サハリン線（セリヒノ - ヌイシュ）
  - 宗谷トンネル（稚内 - コルサコフ）
- ベーリング海峡トンネル（チュクチ半島 - アラスカ）
- フェーマルン・ベルトトンネル（フェーマルン島 - ロラン島）
- ブラジル高速鉄道（リオデジャネイロ - サンパウロ - カンピーナス）
- カリフォルニア高速鉄道（サンフランシスコ - ロサンゼルス）
- LGVパリ-ロンドン線（パリ - アミアン - カレー）
- LGVプロヴァンス＝アルプ＝コート・ダジュール線（マルセーユ - トゥーロン）
- タイ高速鉄道計画（バンコク‐ピッサヌローク‐チェンマイほか）
- ダカール・ポートスーダン鉄道（ダカール - ポートスーダン）
- 上海トランスラピッド（竜陽路駅 - 上海南駅 - 嘉興市 - 杭州駅）
- インド高速鉄道計画（デリー - ムンバイ - チェンナイ - コルカタ - デリーほか）
- HS2（ユーストン -　バーミンガム）

### 計画中に中止
具体的な計画（会社設立、事業の出願および認可、事業免許取得など）が立てられるなどしたが、具体的な建設や用地買収に至らないまま、諸事情により中断し、かつ再開されていないもの。また、代替計画に吸収され事実上消滅したものも含む（例：第二東海道新幹線）

#### 日本国内
- 広域
  - 日本電気鉄道（東京 - 大阪）
  - 第二東海道新幹線（東京 - 大阪）
  - 琵琶湖若狭湾快速鉄道 （近江今津 - 上中）
  - 若江線（近江今津 - 上中）
  - 名古屋急行電鉄（馬場 - 新八日市 - 永源寺 - 員弁 - 熱田）
  - 本四淡路線（須磨 - 洲本 - 福良 - 鳴門）

計画は事実上四国新幹線に吸収された。
  - 山陽電気鉄道岡山延伸線（網干 - 赤穂 - 岡山）
- 北海道
  - 金山線（富内・日高町 - 占冠 - 金山）
  - 札幌臨港鉄道（桑園 - 石狩）
  - 小樽高架電気軌道（小樽市内）「日本のモノレール#戦前」を参照
  - 愛別馬車軌道（比布駅-愛別村）
- 東北
  - 八戸水力電気会社軌道（荒町停留場 - 湊橋停留場）
  - 仙台市営モノレール南西線（西公園 - 愛子）
  - 青葉軌道（長町 - 青葉下）
- 関東
  - 京成千原線延伸 （ちはら台 - 海士有木）
  - わたらせ渓谷鐵道わたらせ渓谷線（間藤 - 足尾本山）：国鉄の貨物線として廃線された後、わたらせ渓谷鐵道には免許線として引き継がれたが、免許失効
  - 上信電鉄延伸（下仁田 - 羽黒下）
  - 吾妻線延伸（大前 - 嬬恋 - 豊野）
  - 久喜筑波鉄道（久喜 - 向境）旧常武電気鉄道。
  - 幸手鉄道（久喜 - 豊岡）1911年鉄道免許[6]、1914年失効[7]
  - 埼玉鉄道（久喜 - 鴻巣）1913年免許[8]、1915年失効[9]
  - 北埼玉鉄道 （栗橋 - 熊谷間）
  - 埼玉馬車鉄道（新郷 - 忍 - 熊谷駅、忍 - 吹上）
  - 岩槻電気軌道（大宮 - 春日部）：路面軌道での開設予定であった。
  - 東京大宮電気鉄道（大宮氷川公園 - 巣鴨）
  - 武州鉄道（昭和30年代、滝嶋総一郎計画 三鷹 - 秩父）
  - 西武秩父線延伸（西武秩父 - 小鹿野 - 軽井沢）
  - 東京成芝電気鉄道（東平井 - 中山 - 鎌ケ谷 - 成田 - 芝山 - 松尾）
  - 千葉県営鉄道北千葉線（本八幡 - 新鎌ヶ谷 - 印旛松虫）
  - 木原線（上総亀山 - 上総中野）久留里線延伸。「いすみ鉄道いすみ線#歴史」も参照
  - 小湊鉄道延伸（上総中野 - 安房小湊）
  - 成田観光開発モノレール計画（京成成田 - 成田山新勝寺）
  - 千葉都市モノレール1号線延伸（県庁前 - 中央博物館・市立病院前、千葉みなと - 幕張本郷）
  - 千葉都市モノレール稲毛駅・稲毛海岸駅への延伸構想（穴川 - 稲毛 - 稲毛海岸）
  - 大東京鉄道（日暮里 - 尾久 - 町屋 - 荒川放水路 - 大師前 - 伊興 - 舎人 - 南新郷 - 安行 - 出羽村 - 越ヶ谷）
  - 東京山手急行電鉄（大井町 - 中野 - 田端 - 千住 - 洲崎）
  - 東京単軌鉄道（深川区相川町 - 押上 - 鐘ヶ淵 - 北千住）「日本のモノレール#戦前」を参照
  - 筑波高速度電気鉄道（上野 - 梅島 - 筑波山、梅島 - 亀有 - 国分 - 松戸、国分 - 船橋）：一部区間は、京成本線（京成上野 - 青砥）として開業、またつくばエクスプレス、北総鉄道北総線が別開業
  - 高架単軌道（上野公園 - 浅草六区）「日本のモノレール#戦前」を参照
  - 上野懸垂電車（上野 - 動物園）「日本のモノレール#戦前」を参照
  - 東京日光電気鉄道（巣鴨町 - 栗橋 - 栃木 - 宇都宮 - 日光町）[10]
  - 東武西板線（大師前 - 上板橋）
  - 東上鉄道延伸（高崎 - 渋川）
  - 東武東上本線延伸（寄居 - 高崎市）
  - 東武東上本線支線（高島平 - 和光市）：一部区間（高島平 - 西高島平）は都営地下鉄三田線として開業。
  - 西武吉祥寺線（保谷 - 保谷市役所 - 東伏見 - 吉祥寺）：構想のみで中断
  - 西武村山線延伸（箱根ヶ崎 - 村山貯水池前[11]、田無 - 吉祥寺）
  - 西武多摩川線延伸（上石神井 - 武蔵境、是政 - 多摩ニュータウン - 橋本）
  - 武蔵野鉄道（小手指村[12] - 青梅町）
  - 京王帝都電鉄立川線（新宿 - 富士見ヶ丘 - 西国立）
  - 京王帝都電鉄三鷹線（富士見ヶ丘 - 三鷹）
  - 京王帝都電鉄両国線（新宿 - 飯田橋 - 東京 - 両国）
  - 京王動物園線延伸（多摩動物公園 - 多摩中央（京王多摩センター） - 橋本）：ただし、京王多摩センター - 橋本は京王相模原線として、多摩動物公園 - 多摩センターは多摩都市モノレールが開業。
  - 京王相模原線延伸（橋本 - 相模中野）
  - 小田急多摩線城山延伸（小田急多摩センター - 橋本 - 城山中央）：実際は南側の唐木田に延伸した。
  - 小田急城山線（鶴川 - 図師 - 上溝 - 田名 - 大島 - 城山）：戦後に相武電気鉄道と同様のルートで計画されたが、多摩ニュータウン計画が始動すると、多摩線建設を優先するため免許申請取り下げとなった[13][14]。
  - 日本飛行鉄道（淀橋 - 寒川 - 平塚）「日本のモノレール#戦前」を参照
  - 東京横浜電鉄新宿延伸計画（渋谷 - 新宿）
  - 都営地下鉄三田線（泉岳寺 - 三田）：この区間は現在都営地下鉄浅草線のみ開通。
  - 東急泉岳寺線（大崎広小路・戸越銀座 - 泉岳寺）：この区間はのちに都営地下鉄浅草線として開通。
  - ゆりかもめ東京臨海新交通臨海線延伸（豊洲 - 勝どき）
  - 鎌倉急行電気鉄道 （渋谷 - 藤沢 - 鎌倉坂ノ下）
  - 鶴見臨港鉄道（浜川崎 - 大森）
  - 川崎縦貫高速鉄道（神奈川県 新百合ヶ丘 - 宮前平 - 元住吉）2006年4月
  - 川崎市都市モノレール計画（多摩連環線）（溝の口 - 新百合ヶ丘）
  - ドリーム開発ドリームランド線（大船 - ドリームランド）：ドリーム交通モノレール大船線として1966年開業したが、欠陥により営業休止。その後、運営会社・路線名が変わりHSSTで営業再開しようとしたが、断念。
  - 横浜市営地下鉄2号線（神奈川新町 - 関内 - 屏風ヶ浦）
  - 江ノ島懸垂電車（片瀬東浜 - 江ノ島）「日本のモノレール#戦前」を参照
  - 江ノ島電気鉄道モノレール（片瀬 - 江ノ島）
  - 藤沢モノレール（辻堂 - 矢向[15]）
  - 京急久里浜線延伸（神奈川県 三崎口 - 油壺 - 三崎）
- 中部
  - 佐渡鉄道（夷 - 相川）
  - 長岡市営無軌条電車（千手横町 - 大手通一丁目二丁目 - 蔵王町、長岡駅 - 大手通一丁目二丁目）トロリーバス線
  - 北越南線（松代 - 津南 - 越後湯沢）
  - 信富線（神岡 - 松本）
  - 富山地方鉄道笹津線延伸（地鉄笹津 - 津沢）
  - 富山地方鉄道海岸線（岩瀬 - 滑川）[16]
  - 富山地方鉄道速星線[17]
  - 富山地方鉄道大岩線（上市 - 大岩）[18]
  - 富山地方鉄道砺波線（稲荷町 - 津沢）[19]
  - 富山地方鉄道桜町 - 岩瀬浜間[20]
  - 富山地方鉄道藪波 - 金沢間[21]
  - 富山地方鉄道富山北口 - 富山駅[22]
  - 富山電気鉄道片貝川地点 - 石田港（片貝川以東のルート変更に伴う）[23]
  - 黒部鉄道石田港 - 魚津[24]
  - 黒部鉄道愛本 - 泊 - 小川温泉（新湯）[24]
  - 富山新港沿いの臨海鉄道（呉羽駅 - 能町駅、富山操車場 - 能町駅など複数案）[25]
  - 氷七線（氷見 - 七尾）[26]
  - 七尾高速鉄道（氷見 - 大吞村（七尾））[27]
  - 輪島 - 氷見間の鉄道計画[26]
  - 能登線延伸（蛸島 - 鉢ヶ崎）
  - 夢香山鋼索鉄道（天神橋 - 公園）
  - 富士急行延伸（富士吉田 - 御殿場）
  - 甲信鉄道（御殿場 - 甲府 - 松本）
  - アルピコ交通上高地線延伸（島々 - 龍島）
  - 高遠電気軌道（伊那 - 高遠）
  - 上田丸子電鉄丸子線延伸（丸子町 - 松本。旧丸子鉄道）
  - 上田丸子電鉄西丸子線延伸（西丸子 - 下諏訪。旧上田温泉電軌）
  - 上田交通真田傍陽線延伸（真田 - 大日向、傍陽 - 松代）：前者は路線の認可を得るも未着工。旧上田温泉電軌。
  - 上田松本電鉄（上田 - 松本）：路線の認可を得るも未着工。上田温泉電軌青木線を復活させ松本へ延伸するものであった。
  - 信越西線（長野 - 白馬）
  - 善光寺白馬電鉄延伸（鬼無里 - 信濃四ツ谷（現・白馬）。裾花口 - 鬼無里は建設中に中止）
  - 長野電鉄河東線（木島線）延伸計画（木島 - 関沢）
  - 長野電鉄山の内線（現長野線）延伸計画（湯田中 - 渋安代）
  - 金華山登山鉄道（梶川 - 金華山頂上）
  - 金華登山鉄道（金華山麓 - 金華山山頂）
  - 美濃電気軌道芥見線・各務線（岐阜 - 那加村 - 芥見村・各務村）
  - 中濃電気鉄道（岐阜 - 金山、太田 - 吉田、木田 - 山添）
  - 北濃鉄道（高富町 - 北武芸村）
  - 熱海モノレール（モノレール熱海（熱海駅前） - 熱海港）
  - 伊豆急行線延伸（伊豆急下田 - 石廊崎）
  - 大井川鐵道井川線延長計画（堂平 - 桃の木島）
  - 駿遠鉄道（焼津 - 中泉）
  - 中遠鉄道（袋井 - 福田）
  - 光明電気鉄道延伸（二俣町 - 船明 - 佐久間）
  - 遠三鉄道（豊橋・豊川 - 石巻 - 本坂峠 - 気賀）
  - 名鉄鳥居松線（味鋺 - 新勝川 - 鷹来 - 新小牧）
  - 名鉄市内乗入線（天白信号所 - 星崎町 - 熱田）
  - 名鉄養老長良線（長良橋 - 岐阜 - 宇佐 - 大垣 - 養老滝、宇佐 - 羽島）
  - 名古屋地下鉄道（名古屋 - 栄町 - 熱田）
  - 中部国際空港アクセス新線（乙川 - 中部国際空港）[28]
  - 三岐鉄道三岐線延伸（西藤原 - 関ヶ原）
  - 三岐鉄道富洲原新線（富田 - 富洲原）
  - 名松線延伸（伊勢奥津 - 名張）
  - 南伊勢線（津 - 伊勢市）
  - 南島線（伊勢市 - 紀伊長島）
- 近畿
  - 近江鉄道宇治山田延伸構想（貴生川 - 広小路）
  - 新京阪洛西線（東長岡 - 海印寺）
  - 新京阪山科線（西向日 - 深草 - 山科）
  - 新京阪城北線（上新庄 - 赤川）
  - 新京阪天神橋延長線（天神橋 - 高垣町）
  - 京阪梅田線（赤川 - 桜ノ宮 - 梅田）
  - 京阪城北支線（森小路 - 赤川 - 天神橋）
  - 柳谷登山鉄道（金原寺 - 浄土谷）
  - 奈良電気鉄道大阪線（小倉 - 新玉造）
  - 奈良電気鉄道奈良延長線（山陵 - 奈良）
  - 奈良電気鉄道桜井線（奈良 - 桜井）
  - 松屋町筋線（岸辺 - 天王寺）
  - 東大阪電気鉄道（森町 - 逢坂 - 奈良、逢坂 - 宝山寺）
  - 日本懸垂電気鉄道（梅田 - 住吉公園）「日本のモノレール#戦前」を参照
  - 南海平野線高速化（天王寺駅前 - 阿倍野 - 平野）
  - 大阪市営トロリーバス5号線（難波 - 住之江、そのうち難波 - 粉浜のみ特許下付）
  - 近鉄堺線（古市 - 堺、のちに古市から布忍に変更）
  - 大阪市営地下鉄四つ橋線延伸（住之江公園 - 大浜）
  - 東西鉄軌道（堺浜 - 堺駅 - 堺東駅）
  - 大阪高速鉄道彩都線延伸（彩都西 - 東センター）
  - 阪急伊丹線延伸（尼崎 - 塚口・伊丹 - 宝塚）
  - 阪急千里線延伸 (千里山 - 千里中央 - 萱野 - 桜井）：うち千里山 - 南千里は開業した後、府からの要望で北千里方面へ延伸
  - 摂丹鉄道（摂津地域 - 丹波地域）
  - 摂津電気自動車（香櫨園駅 - 苦楽園）
  - 神鶴電気鉄道（神戸 - 舞鶴）
  - 土鶴鉄道（土山駅 - 舞鶴）
  - 平城電気軌道（王寺駅 - 若草山中腹）
  - 阪和電気鉄道粉河支線（紀伊 - 粉河）
- 中国・四国
  - 三朝電気鉄道→三朝温泉鉄道（鳥取県倉吉町-三朝村）：1928年鉄道免許[29]、1968年度民鉄要覧より抹消
  - 稲荷山観光ケーブル（山下 - 奥ノ院）：中国稲荷山鋼索鉄道の復活構想。
  - 広島市営地下鉄（広島市）
- 九州
  - 筑豊電気鉄道博多延伸線（筑豊直方 - 福岡）
  - 西鉄雑餉隈線（博多 - 雑餉隈）
  - 阿蘇登山鉄道（熊本県宮地町-白水村）：1927年鉄道免許[30]、1930年失効[31]。一部区間ケーブルカー
  - 日肥線（妻線杉安 - 湯前線湯前）
  - 鹿児島南海鉄道（枕崎 - 指宿）

#### 国際線・日本国外
- 大東亜縦貫鉄道（東京 - ベルリンなど）
- 奉天市地下鉄道（奉天市）
- ブライトシュプールバーン（ロストフ・ナ・ドヌ - パリなど）
- セレベス開発鉄道（マカッサル - バンテモロン・ボルネオガラ - マングナン）
- 台北市電敷設計画
- ベトナム高速鉄道計画（ハノイ - ホーチミン）
- ヒジャーズ鉄道（メディナ - メッカ）
- 桃園捷運藍線（台湾・桃園市）：桃園機場捷運、桃園捷運緑線に分離編入

### 建設中に中止
事業計画の実現として一部でも建設または用地買収を実施（測量、環境アセスメントなどの調査や設計作業に留まるものを除く）した路線は、本項目では、建設を開始したものとみなす。

#### 日本国内
- 広域
  - 弾丸列車（東京 - 下関）：ただし建造物・用地の多くは戦後、東海道新幹線へ継承。
  - 小鶴線
- 北海道
  - 札幌市営地下鉄南北線（真駒内 - 藤野）
  - 興浜線（オホーツク海縦貫線）（興浜南線雄武 - 興浜北線北見枝幸）
  - 美幸線延伸（仁宇布 - 北見枝幸）
  - 名羽線（朱鞠内 - 羽幌）
  - 根北線延伸（標津線根室標津 - 越川）
  - 釧美線（阿寒 - 相生線北見相生）
  - 白糠線延伸（北進 - 足寄）
  - 北十勝線（新得 - 士幌 - 上士幌 - 足寄）：士幌 - 上士幌は士幌線と共用予定。また新得 - 士幌間は北海道拓殖鉄道の路盤跡を転用する予定だった。
  - 芦別線（深川 - 芦別）
  - 石狩鉄道（桑園 - 石狩）
  - 由仁軌道
  - 松前線延伸（松前 - 江差）
  - 戸井線（五稜郭 - 戸井）
  - 大函電鉄（函館 - 南本郷）
- 東北
  - 大間線（下北交通大畑線大畑 - 大間 - 奥戸）：大畑線も2001年に廃線。
  - 茂浦鉄道（西平内駅 - 茂浦）：1893年に榎本武揚が茂浦港と朝鮮雄基港を結ぶ外国航路を計画したが､ 議会の承認が得られず断念、1906年に再び茂浦築港と鉄道敷設計画が起こり、1911年に許可が下りたが、工事途中のまま1918年に免許失効となった[32][33][34]。経営者の日向輝武は1914年の大浦事件で逮捕された。
  - 東北鉄道鉱業（茂師港 - 小川鉱山 - 小鳥谷・岩泉 - 茂市）
  - 蔵王高速電鉄（山形 - 半郷 - 上ノ山・半郷 - 高湯）
  - 常葉軌道（磐城常葉駅 - 常葉町）
- 関東
  - 長倉線（茂木 - 長倉）
  - 加波山鉄道（高浜 - 柿岡）
  - 新京成電鉄柴又延長線（松戸 - 柴又）
  - 筑波研究学園線（土浦駅東口 - つくばセンター）
  - 那須電気鉄道（黒田原 - 那須湯元）
  - 上州電気鉄道（北高崎 - 里見・里見 - 岩島・板鼻 - 安中・高崎 - 富岡）
  - 上毛電気鉄道本庄線（大胡 - 本庄）：資金不足により断念。なお本庄線用に鉄道併用橋として建設された坂東大橋は自動車専用橋となったが、南側に新橋ができたため2006年に解体が完了した。
  - 東武熊谷線延伸（妻沼 - 西小泉）熊谷 - 妻沼は開業
  - 埼京線大宮 - 高崎線宮原
  - 船橋鉄道（船橋駅 - 柏駅）
  - 成田新幹線（東京 - 成田空港）：東京付近の用地と東京駅のホームは京葉線に転用され、成田空港駅付近の用地は成田空港高速鉄道が線路を保有し、JR東日本の成田線空港支線と京成電鉄の成田空港線（成田スカイアクセス）として列車が運行されている。
  - 南津電気鉄道（一ノ宮（聖蹟桜ヶ丘） -相模川尻）
  - 鶴見臨港鉄道（鶴見 - 矢向）
  - 京急武山線（衣笠 - 林）
  - 相武電気鉄道（鶴川 - 淵野辺 - 上溝 - 田名・愛川）
- 中部
  - 加越トンネル（北陸新幹線高岡 - 金沢）
  - 加越能鉄道 加越能高速鉄道計画（富山 - 太閤山 - 金沢、高岡 - 七尾）
  - 氷羽線（氷見 - 羽咋）[35]
  - 吉崎鉄道（吉崎 - 芦原）
  - 善光寺白馬電鉄延伸（裾花口 - 鬼無里）
  - 佐久諏訪電気鉄道
  - 佐久間線（中部天竜 - 遠江二俣）
  - 中津川線（中津川 - 飯田）
  - 下呂線（中津川 - 下呂）
  - 越美線（越美南線北濃 - 越美北線九頭竜）
  - 近鉄岐阜・羽島延伸線（大垣 - 岐阜・羽島）
  - 国鉄渥美線（黒川原 - 三河福江 - 堀切）
  - 東海道電気鉄道（古沢・東八事 - 平針 - 岡崎 - 下地）
  - 信参鉄道（大浜 - 桜井 - 挙母 - 稲橋 - 飯田）
  - 名鉄三河線（足助延長線）（西中金 - 足助）
  - 名鉄鷹来線（新小牧 - 鷹来）
  - 岡多線（新豊田 - 瀬戸市 - 多治見）：岡崎 - 新瀬戸は既開通。その後、愛知環状鉄道が未成区間のうち新豊田 - 瀬戸市を開業・完成させる。
  - 瀬戸線（瀬戸市 - 高蔵寺 - 勝川 - 小田井 - 稲沢）：その後、未成区間のうち瀬戸市 - 高蔵寺は愛知環状鉄道が開業後に完成させる。勝川 - 小田井 - 枇杷島はJR東海交通事業城北線として開業。
  - 南方貨物線（大府 - 笠寺 - 八田貨物）
  - 愛知中央鉄道（品野 - 瀬戸 - 長久手 - 天白 - 名古屋港七号地、高針 - 覚王山）
- 近畿
  - 大阪電気軌道四条畷線（天満橋筋四丁目 - 額田）
  - 京阪六地蔵線（六地蔵 - 山科 - 馬場）
  - 水間鉄道粉河延長線（清児 - 犬鳴 - 粉河）
  - 第二阪神線（梅田駅 - 三宮駅）
  - 宝塚尼崎電気鉄道（尼崎 - 宝塚）
  - 五新線（阪本線、五条 - 阪本 - 新宮）
  - 野上電気鉄道神野市場延長線（登山口 - 神野市場 - 高野山）
- 中国・四国
  - 南勝線（倉吉線山守 - 中国勝山）
  - 玉島臨港鉄道（玉島 - 乙島）
  - 今福線（可部線 三段峡 - 石見今福 - 浜田・下府）
  - 岩日北線（錦町 - 日原）：岩国 - 錦町は岩日線として開通
  - 温泉鉄道（川棚 - 温泉）
  - 阿佐線（後免 - 海部）：後免 - 奈半利は土佐くろしお鉄道により、海部 - 甲浦は阿佐海岸鉄道により開業。
  - 宿毛線（宇和島 - 宿毛）
- 九州
  - 呼子線（西唐津 - 呼子）
  - 木山鉄道（熊本県木山町-南熊本駅）：1920年鉄道免許、1930年免許取消[36][37]
  - 温泉廻遊鉄道（別府温泉鉄道）（速見郡別府町-御越町）：別府温泉を回遊することを目的とした。
  - 高千穂線延伸（高千穂 - 南阿蘇鉄道高森線高森）
  - 宮崎電気鉄道（宮崎県宮崎町-綾村）：1922年鉄道免許[38]、1938免許失効[39][40]

#### 国際線・日本国外
- 樺太西線（久春内 - 恵須取 - 藻糸音、恵須取 - 浜恵須取、恵須取 - 太平炭坑）：計画・建設当時は日本国内
- 新高築港専用鉄道（中部操車場 - 新高港）：計画・建設当時は日本領
- クイーンズランド州営鉄道グレート・ウェスタン線（エロマンガ - カムウィールなど）
- サハリントンネル（セリヒノ - ノグリキ）
- 滇緬線（ビルマ - 中国）
- 日韓トンネル（唐津 - 巨済島）
- メッシーナ海峡大橋（ヴィッラ・サン・ジョヴァンニ - メッシーナ）
- シンシナティ地下鉄計画

### 完成後に中止

#### 日本国内
- 油須原線（油須原 - 豊前川崎）：この路線の場合、線路自体は完成し後は開業を待つばかりとなった直後に一部区間の廃止が決まったという非常に特殊な例である。